# Carthage Motor Car Company
Carthage Motor Car Company war ein US-amerikanischer Hersteller von Automobilen.

## Unternehmensgeschichte
Das Unternehmen wurde 1914 in Carthage in Ohio gegründet. George R. Babbs leitete es. Er stellte von 1914 bis 1915 einige Automobile her. Der Markenname lautete Carthage. Die Puritan Machine Company übernahm im Mai 1915 das bankrotte Unternehmen und stellte die Ersatzteilversorgung sicher.